# Combretum elaeagnoides
Combretum elaeagnoides là một loài thực vật có hoa trong họ Trâm bầu. Loài này được Klotzsch mô tả khoa học đầu tiên năm 1861.